# CubicWeb
CubicWeb es un framework de código abierto para el desarrollo de aplicaciones con funciones integradas de web semántica, escrito en Python. El framework está formado por componentes (clases programadas en Python) llamados cubos, que pueden ser reutilizados para construir sistemas más complejos. CubicWeb sigue los principios de la programación orientada objetos.
Se viene desarrollando desde 2000 pero es hasta 2008 cuando la empresa Logilab decide liberar el código bajo una licencia LGPL.

## Características principales
CubicWeb se utilizó principalmente para sistemas internos de organismos y empresas europeas, antes de pasar a ser sistema libre.
Algunas aplicaciones de CubicWeb rebasan las 100,000 visitas diarias. y es la aplicación seleccionada para administrar la interfaz de datos semántica de la Biblioteca Nacional de Francia. 
Sus características principales son:
- Un motor que permite generar el sitio guiado por un modelo de datos propio a la applicación
- Un Lenguaje de consulta RQL similar a SPARQL del W3C (este último en proceso de integración)[2]
- Un mecanismo para seleccionar y generar vistas con formato  XHTML, XML, JSON o texto
- Una biblioteca de componentes (modelos de datos y vistas) genéricos
- La utilización del lenguaje de programación python
- Integración de bases de datos SQL, directorios LDAP y como gestión de código Subversion y Mercurial.
- Integrado con el cubo OrbUI, CubicWeb utiliza HTML5, CSS3 y el framework flexible de Bootstrap.

## Soporte de bases de datos
CubicWeb es un sistema multi base de datos. Funciona principalmente con PostgreSQL y MySQL.

## Premios
- CubicWeb fue recompensado en febrero de 2013, concurso DataConnexions del gobierno de Francia en la categoría "Utilidad Pública".
- Premio Stanford para la Innovación en Investigación Bibliotecaria SPRIL, para la Biblioteca Nacional De Francia, Proyecto Discovery del sitio data.bnf.fr construido en CubicWeb.[3]

## Ejemplos de sitios públicos realizados con CubicWeb
Estos son algunos de los sitios que utilizan CubicWeb,
- http://www.logilab.org
- https://web.archive.org/web/20081214082405/http://www.musees-haute-normandie.fr/collections/
- http://www.118000.fr
- http://data.bnf.fr
- https://web.archive.org/web/20170421211315/http://zemantica.com/